# Ole Sæter
Ole Christian Hammerfjell Sæter (* 30. März 1996) ist ein norwegischer Fußballspieler. Der Stürmer steht bei Rosenborg Trondheim unter Vertrag.

## Sportlicher Werdegang
Sæter spielte in der Jugend bei SK Freidig und IL Trond, wo er erste Schritte im unterklassigen Erwachsenenbereich machte. 2016 wechselte er zum Viertligisten Sverresborg IF, nach zwei Spielzeiten zog er zu Kristiansund BK weiter. Dort kam er lediglich in der ebenfalls viertklassig antretenden Reservemannschaft zum Einsatz. Mit 14 Saisontoren empfahl er sich für höhere Aufgaben und wechselte zum Drittligisten Nardo FK. Hier überzeugte er ebenso, dass er nach einer Spielzeit in die zweitklassige 1. Division weiterzog. Für Ranheim Fotball erzielte er acht Saisontore, so dass ihn der Erstligist Rosenborg Trondheim zur Spielzeit 2021 unter Vertrag nahm.
Hier blieb ihm zunächst nur der Status des Ergänzungsspielers, im Sommer wechselte er daraufhin als Leihspieler zu Ullensaker/Kisa IL in die 1. Division. Nach seiner Rückkehr war er zu Beginn der Spielzeit 2022 erneut nur Ersatzspieler, nach ersten erfolgreichen Einsätzen erkämpfte er sich als regelmäßiger Torschütze im Saisonverlauf – beim 3:1-Erfolg gegen seinen Ex-Klub Kristiansund BK am 11. Spieltag erzielte er alle drei Treffer – einen Stammplatz und war neben dem im Sommer zugekauften Casper Tengstedt ein Garant dafür, dass sich die Mannschaft im Kampf um die Europapokalplätze hielt. Im September 2024 schlug er ein Angebot von Maccabi Tel Aviv aus Solidarität mit den Palästinensern in Gaza aus.